# Escut d'Alcanó

Escut oficial d'Alcanó

L'escut oficial d'Alcanó té el següent blasonament:
Escut caironat: de sinople, una colobrina d'or. Per timbre una corona mural de poble.

## Història
Va ser aprovat el 17 d'agost de 1993 i publicat en el DOGC el 27 d'agost del mateix any en el número 1789.
El canó és un senyal parlant tradicional referent al nom del poble. Altres fons assenyalen la troballa d'un canó, en temps de guerra, com l'origen de la representació en l'escut.